# Arroyo Cupalen
El arroyo Cupalen es un pequeño curso de agua de la cuenca hidrográfica del río Uruguay, ubicado en la Provincia de Entre Ríos. 
Nace al sur de la localidad de Colonia Elía, en el departamento de Uruguay y se dirige con rumbo este hasta desembocar en el río Uruguay al sur de la localidad de Puerto Campichuelo. Su principal afluente es el arroyo Planes.
- Datos: Q5705641